# Inmaculada Concepción (Zurbarán, Sigüenza)
Inmaculada Concepción es el tema de un cuadro de Francisco de Zurbarán realizado ca.1635, que consta con el número 87 en el catálogo razonado y crítico, realizado por la historiadora del arte Odile Delenda, especializada en este pintor.

## Introducción
La sesión del 8 de junio de 1630 del Ayuntamiento de Sevilla menciona que «Zurbarán tome a su cargo una pintura de la Limpia Concepción» para la sala capitular baja. La presencia de la Giralda en el presente lienzo centra la atención en esta ciudad, razón por la cual podría ser aquella pintura comisionada por el cabildo catedralicio hispalense. La fecha del mencionado encargo es posterior en pocos días a la exigencia de Alonso Cano, reclamando para Zurbarán un examen de aptitud profesional, lo que podría explicar el esmero demostrado en este lienzo. Sin embargo, Jeannine Baticle no cree que la presente obra sea la encargada en 1630, ya que su estilo parece pertenecer a un período posterior.

## Iconografía de la obra
La iconografía de la Inmaculada Concepción se fue gestando a lo largo del siglo XVI, en base de un versículo del Apocalipsis de San Juan, complementado con ciertos símbolos de las letanías lauretanas. Posteriormente, el tratado de Luis del Alcázar, del año 1618, recomendaba que los cuernos de la luna apuntaran hacia abajo. Francisco Pacheco, en su Arte de la pintura, ideó el motivo de la luna transparente en cuarto creciente, también con las puntas hacia abajo. Pacheco representó en sus Inmaculadas los atributos marianos entre las nubes, pero estaba lejos de pintarlos también en un paisaje, como Zurbarán en el presente lienzo.

## Descripción de la obra
Datos técnicos y registrales
- Museo Diocesano de Arte Antiguo (Sigüenza)
- Pintura al óleo sobre lienzo; 174 x 138;
- Fecha de realización:ca.1635;
- Catalogado por Odile Delenda con el número 87, y por Tiziana Frati con el número 66.[4]
- Restaurado en Madrid en 1965-1966.[5]

### Análisis de la obra
Esta obra comprende una parte celestial y otra terrenal, mucho más reducida. En ambas hay representados varios símbolos marianos, unificados por la hermosa figura de la Virgen, que guarda parecido con la de la primera Inmaculada Concepción (1629) de Zurbarán. En el presente lienzo, María lleva —por primera vez en el corpus de Zurbarán— un vestido blanco, dispuesto geométricamente a ambos lados de su figura.
Hay representados tres grupos de cabecitas angelicales: dos bajo ambos extremos del manto y otro bajo la túnica de la Virgen —dentro de la luna—. En la parte inferior, un bellísimo paisaje urbano, marítimo y floral, donde hay representados —a la izquierda— los atributos de fortaleza y belleza: Ciudad de Dios, Torre de Marfil y Torre de David, aquí identificada con la Giralda. En la parte derecha del paisaje, los que evocan su paciencia, humildad y castidad: Huerto cerrado, Fuente sellada y Pozo de agua viva. En el centro, una doble ensenada recuerda a María como Refugio de los navegantes, fundiendo en sus aguas los dos conjuntos anteriores, a la par que enlaza con los símbolos que aparecen en la parte superior del lienzo, circundando a la Virgen: a la derecha, Espejo de justicia y Estrella de la mañana, mientras que la Escala de Jacob y la Puerta del Cielo figuran en la parte izquierda.

## Procedencia
1. Sevilla, Ayuntamiento, 1630 (?);
2. Madrid, colección Jovellanos (?);
3. Colección Juan José Arias de Saavedra, 1808-1811 (?);
4. Jadraque, colección María Cristina Perlado y Verdugo (bisnieta de Juan José Arias de Saavedra);
5. Donado por ésta al Colegio Parroquial Nuestra Señora del Carmen de Jadraque (Guadalajara) en 1952;
6. Depositado en el Museo Diocesano de Arte Antiguo (Sigüenza)[8]